# Nesticus dilutus
Espèce
Nesticus dilutus est une espèce d'araignées aranéomorphes de la famille des Nesticidae.

## Distribution
Cette espèce est endémique du Tennessee aux États-Unis,. Elle se rencontre dans le comté de Rhea dans les grottes Grassy Creek Cave et Starve Rock Cave.

## Description
La femelle holotype mesure 3,65 mm.
Le mâle décrit par Hedin et Dellinger en 2005 mesure 3,48 mm et la femelle 3,24 mm.
Les yeux sont réduits.

## Systématique et taxinomie
Cette espèce a été décrite par Gertsch en 1984.

## Publication originale
- Gertsch, 1984 : « The spider family Nesticidae (Araneae) in North America, Central America, and the West Indies. » Bulletin of the Texas Memorial Museum, vol. 31, p. 1-91 (texte intégral).